# Pseudococcus moribensis
Pseudococcus moribensis är en insektsart som beskrevs av Takahashi 1951. Pseudococcus moribensis ingår i släktet Pseudococcus och familjen ullsköldlöss. Inga underarter finns listade i Catalogue of Life.